# Hybe
Hybe este o comună slovacă, aflată în districtul Liptovský Mikuláš din regiunea Žilina, pe malul râului Hybica⁠(d). Localitatea se află la altitudinea de 688 m deasupra n.m., se întinde pe o suprafață de 52,82 km2 și în 2017 număra 1.471 de locuitori.

## Istoric
Localitatea Hybe este atestată documentar din 1239.

## Demografie
| An:                | 1994 | 2004   | 2014   | 2024   |
| ------------------ | ---- | ------ | ------ | ------ |
| Număr de persoane: | 1678 | 1602   | 1489   | 1457   |
| Diferență:         |      | −4,52% | −7,05% | −2,14% |

| An:                | 2023 | 2024   |
| ------------------ | ---- | ------ |
| Număr de persoane: | 1464 | 1457   |
| Diferență:         |      | −0,47% |